# Carlo Gnocchi
Carlo Gnocchi (né le 25 octobre 1902 à San Colombano al Lambro et mort le 28 février 1956 à Milan) est un prêtre italien, éducateur et fondateur de la Fondation Pro mutilata enfance (it). Il est béatifié le 17 janvier 2009, par le pape Benoît XVI.

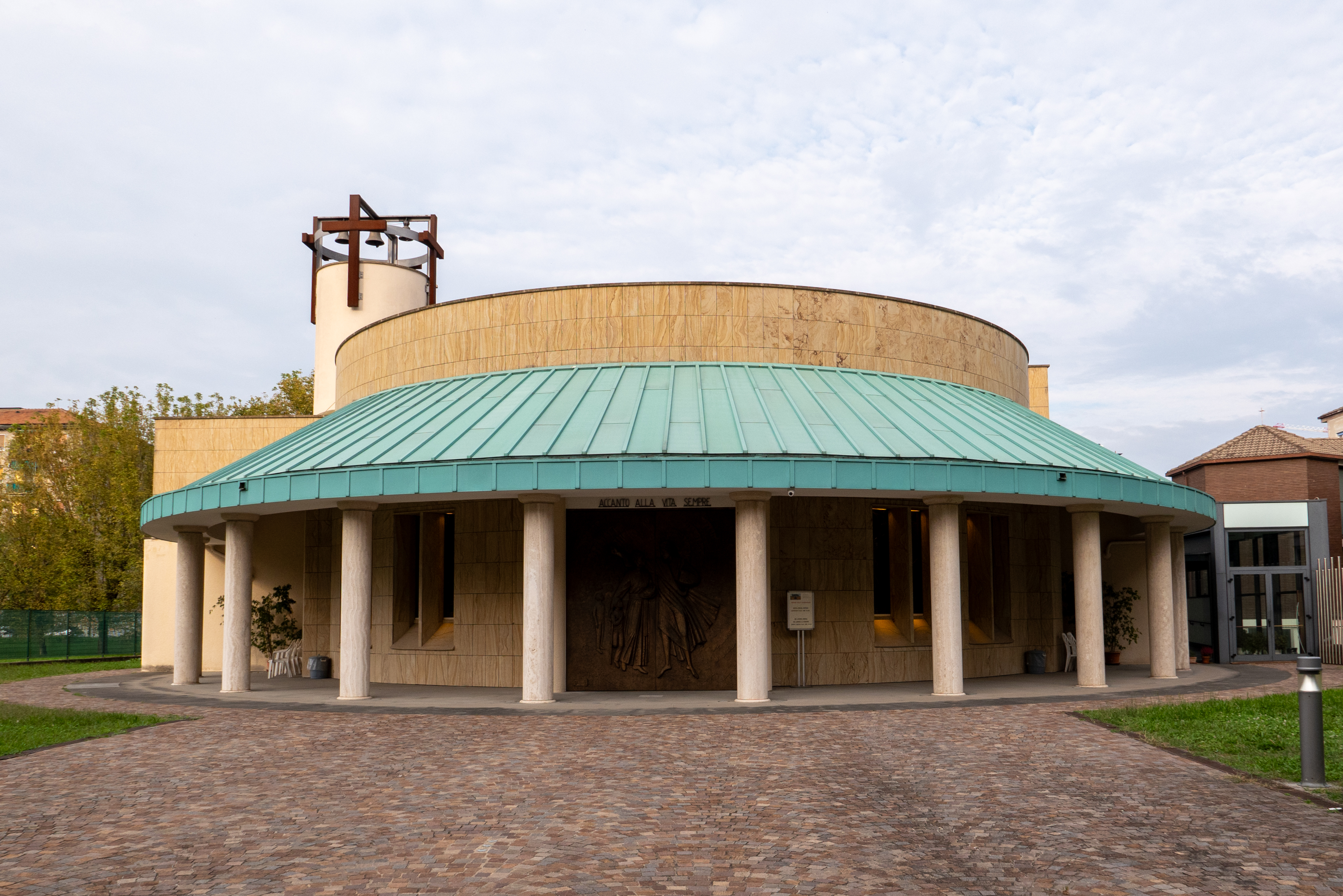
Sanctuaire Don Carlo Gnocchi à Milan.

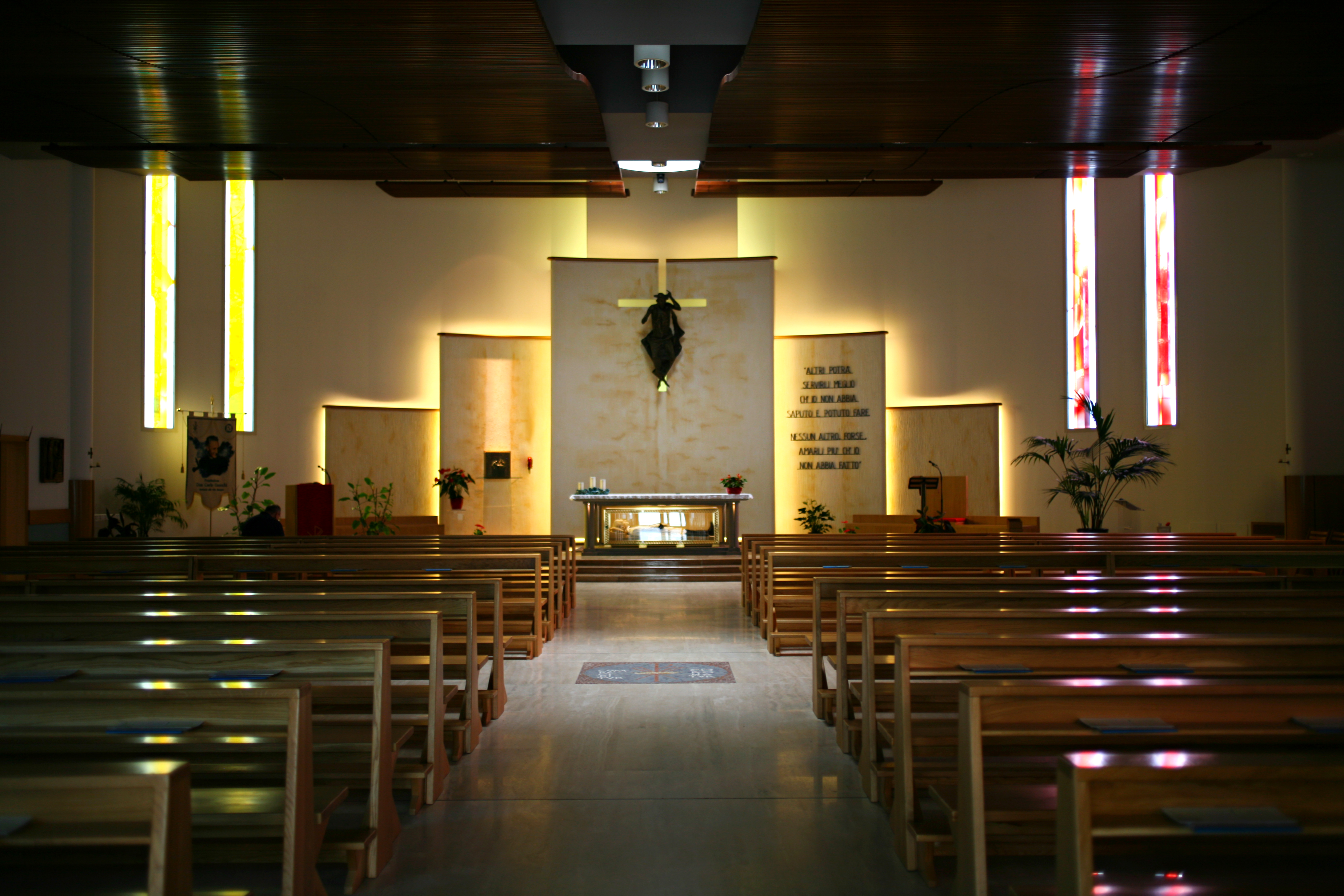
Intérieur du sanctuaire.

## Biographie
Carlo Gnocchi est né le 25 octobre 1902 près de Milan à San Colombano al Lambro d'un père artisan marbrier. Sa jeunesse est rythmée par les décès des membres de sa famille. Il est orphelin de père dès l'âge de deux ans. Il devient prêtre en 1925, et célèbre sa première messe dans la Brianza, à Besana. Puis Don Carlo devient, dans les années 1930, le deuxième aumônier de la légion de Milan, composée d'universitaires. Il a jusqu'en 1935 la responsabilité de l'oratoire paroissial de San Pietro in Sala à Milan. Puis le cardinal Schuster le nomme aumônier de l'Institut Gonzague (it). 
En 1939, au commencement de la Seconde Guerre mondiale, il demande à être mobilisé comme aumônier militaire. Il est affecté auprès des troupes alpines et prend part à la guerre d'abord en Grèce et dans les Balkans, puis en Russie. À ce moment-là, Carlo aide des prisonniers et des Juifs à s'évader, de même qu'il soutient et assiste les soldats italiens mourants. Lui-même a déjà été emprisonné plus d'une fois.
À la fin de la guerre, en 1945, il aide les orphelins et les victimes des années précédentes les plus déshérités et les réunit dans la maison des Grands Invalides D'Arosio (Côme) dont il devient directeur en 1947.
En 1948 il fonde la Fondation Pro mutilata enfance, qui est reconnue l'année suivante par le président de la République italienne. En cette année 1949, Don Carlo est nommé par le Premier ministre, président du Conseil pour les enfants mutilés de la guerre.
Les années suivantes, il s'occupe des orphelins des Alpes, et ouvre également des hôpitaux pour les enfants atteints de poliomyélite.
Mais ce prêtre commence à souffrir d'une tumeur qui bloque le squelette et le système respiratoire. Carlo Gnocchi meurt dans la nuit du 28 février 1956, à Milan, tenant un crucifix en ses mains. Son enterrement a lieu en la cathédrale de Milan.

## Œuvres
- L'éducation moderne
- L'éducation du cœur — de l'enfance au mariage
- Le Christ avec les chasseurs alpins
- Restauration de la personne humaine
- Pédagogie de la douleur innocente
- Fondation Don Carlo Gnocchi

## Postérité
Après sa mort, de nombreuses grâces et miracles furent attribués à l'intercession de Don Carlo. Le 20 décembre 2000, il est déclaré vénérable par le pape Jean-Paul II. Puis, le 17 janvier 2009, il est proclamé bienheureux par le pape Benoît XVI au nom de l'Église catholique. Son corps est vénéré et visible dans une châsse en verre, dans le sanctuaire Don Carlo Gnocchi de Milan. Il est fêté le 25 octobre.
La Fondation Don Carlo Gnocchi est l'un des plus grands groupes d'hôpitaux et de centres de santé privés italiens. Elle s'occupe principalement de médecine physique et de réadaptation, de pédopsychiatrie et de soins palliatifs. Depuis 2001, elle est accréditée comme Organisation non gouvernementale (ONG) par le ministère des Affaires étrangères d’Italie dans le but de réaliser des programmes de court et moyen terme dans les pays en développement ; et d'effectuer sur place la formation du personnel.